# Berit Berling
Berit Berling, född 18 juli 1921 i USA, död 25 augusti 2009 i Stockholm, var en svensk musikjournalist.
Berling började recensera musik för Svenska Morgonbladet 1946, därefter arbetade hon med första upplagan av Sohlmans musiklexikon och Tonkonsten varefter hon 1955 knöts till Sveriges radios programtidning Röster i radio-TV, varefter hon från 1960 arbetade för radions musikavdelning. Under tidigt 50-tal var hon produktionsassistent vid festspelen i Glyndebourne.
För den breda allmänheten var Berling mest känd som producent och presentatör av Musikradions önskekonsert som hon ansvarade för fram till 1990, men också från programmet Opp Amaryllis och serien "Er Schubert". Carl-Gunnar Åhlén beskrev hennes verk med orden: "Som en sann folkbildare ägde hon förmågan att genom sin medkänsla och sitt lyssnande locka fram vetandet ur dem som hon intervjuade. På sitt tillmötesgående och i någras ögon kanske litet timida sätt fick hon artister och tonsättare att växa i betydelse och självkänsla under samtalets gång. Hennes styrka låg i förmågan att skapa en atmosfär av respekt omkring alla sina samtalsämnen […]"

## Priser och utmärkelser
- 1996 – Medaljen för tonkonstens främjande